# Lago Feder
El lago Feder (en alemán: Federsee) es un lago situado en la región administrativa de Biberach —cerca de la frontera con la región de Baviera—, en el estado de Baden-Württemberg (Alemania), a una elevación de 592 metros; tiene un área de 33 km². 
El lago está rodeado por la ciudad de Bad Buchau y los pueblos de Moosburg, Alleshausen, Seekirch, Tiefenbach y Oggelshausen. El lago y sus alrededores han sido declarados zona de especial protección para las aves.